# خنبة (العدين)

تعديل مصدري - تعديل

خنبة هي إحدى قرى عزلة السارة بمديرية العدين التابعة لمحافظة إب، بلغ تعداد سكانها 610 نسمة حسب تعداد اليمن لعام 2004.

## وصلات خارجية
- المركز الوطني للمعلومات باليمن